# Křepice (Břeclavi járás)
Křepice település Csehországban, Břeclavi járásban. Křepice Hustopeče, Nikolčice és Velké Němčice településekkel határos. Lakosainak száma 1324 fő (2024. január 1.).

## Népesség
A település lakosságának változását az alábbi diagram mutatja:
| Lakosok száma | 818  | 883  | 1134 | 1128 | 1208 | 1226 | 1314 | 1321 | 1305 | 1324 |
|               | 1869 | 1890 | 1921 | 1950 | 1980 | 2001 | 2017 | 2019 | 2022 | 2024 |